# Amants sans amour
Pour plus de détails, voir Fiche technique et Distribution.
Amants sans amour (Amanti senza amore) est un film italien réalisé par Gianni Franciolini, librement adapté de La Sonate à Kreutzer (Kreutzerova Sonata) de Tolstoï.

## Synopsis
Piero Leonardi, médecin prospère, épouse impulsivement la pianiste Elena. L'union est un échec et Elena tente de se suicider pour se faire remarquer par son mari qui reste insensible à cet appel au secours. Désespérée et seule, Elena se lie d'amitié avec le violoniste Enrico Miller.  Piero Leonardi soupçonne que sa femme a une liaison et la tue, mais lorsqu'il en discute avec Enrico, il découvre que ses craintes étaient sans fondement.

## Fiche technique
- Titre français : Amants sans amour
- Titre original : Amanti senza amore[2]
- Réalisation : Gianni Franciolini
- Scénario : Gianni Franciolini, Gianna Manzini, Vittorio Nino Novarese, Ivo Perilli, Antonio Pietrangeli, Guido Piovene d'après La Sonate à Kreutzer (Kreutzerova Sonata) de Tolstoï[3].
- Production : Carlo Ponti
- Photographie : Carlo Montuori
- Musique : Nino Rota
- Durée : 73 minutes
- Dates de sortie: 
  - 10 janvier 1948 ( Italie)

## Distribution

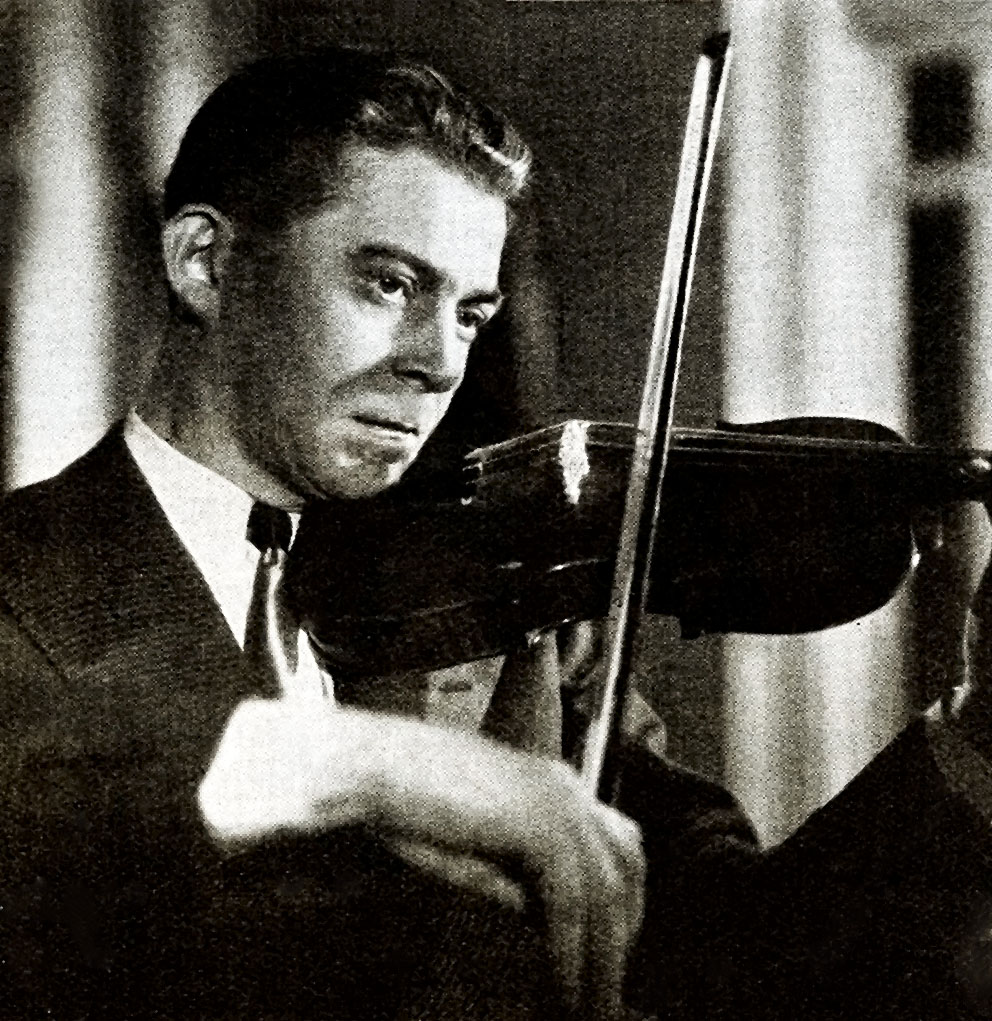
Jean Servais dans une scène du film

- Clara Calamai : Elena Leonardi
- Roldano Lupi : Piero Leonardi
- Jean Servais : Enrico Miller
- Maria Melvin